# Timothy Goebel
Timothy Richard Goebel (ur. 10 września 1980 w Evanston) – amerykański łyżwiarz figurowy startujący w konkurencji solistów. Brązowy medalista igrzysk olimpijskich w Salt Lake City (2002), dwukrotny wicemistrz świata (2002, 2003), medalista finału Grand Prix, zwycięzca finału Junior Grand Prix (1998) oraz mistrz Stanów Zjednoczonych (2001).
Zakończył karierę amatorską 25 kwietnia 2006 roku. W styczniu 2017 roku rozpoczął pracę jako analityk danych w Google.
Jest gejem. 29 kwietnia 2017 roku poślubił Thomasa Luciano podczas ceremonii w Newport.

## Osiągnięcia
| Zawody                                | 93–94          | 94–95          | 95–96          | 96–97          | 97–98          | 98–99          | 99–00          | 00–01          | 01–02          | 02–03          | 03–04          | 04–05          | 05–06          |                |                |                |                |
| Międzynarodowe                        | Międzynarodowe | Międzynarodowe | Międzynarodowe | Międzynarodowe | Międzynarodowe | Międzynarodowe | Międzynarodowe | Międzynarodowe | Międzynarodowe | Międzynarodowe | Międzynarodowe | Międzynarodowe | Międzynarodowe | Międzynarodowe | Międzynarodowe | Międzynarodowe | Międzynarodowe |
| ------------------------------------- | -------------- | -------------- | -------------- | -------------- | -------------- | -------------- | -------------- | -------------- | -------------- | -------------- | -------------- | -------------- | -------------- | -------------- | -------------- | -------------- | -------------- |
| Igrzyska olimpijskie                  |                |                |                |                |                |                |                |                | 3              |                |                |                |                |                |                |                |                |
| Mistrzostwa świata                    |                |                |                |                |                | 12             | 11             | 4              | 2              | 2              |                | 10             |                |                |                |                |                |
| Mistrzostwa czterech kontynentów      |                |                |                |                |                | 13             |                |                |                |                |                |                |                |                |                |                |                |
| GP Finał Grand Prix                   |                |                |                |                |                |                | 3              | 5              | 3              |                |                |                |                |                |                |                |                |
| GP Sparkassen Cup on Ice              |                |                |                |                |                |                |                | 2              | 2              |                |                |                |                |                |                |                |                |
| GP Cup of China                       |                |                |                |                |                |                |                |                |                |                | 1              |                |                |                |                |                |                |
| GP NHK Trophy                         |                |                |                |                |                |                | 2              |                |                |                | 2              | 2              |                |                |                |                |                |
| GP Skate America                      |                |                |                |                |                |                | 2              | 1              | 1              |                |                |                | 6              |                |                |                |                |
| GP Trophée Eric Bompard               |                |                |                |                |                |                |                |                |                |                |                |                | 4              |                |                |                |                |
| Nebelhorn Trophy                      |                |                |                |                | 1              |                |                |                |                |                |                |                |                |                |                |                |                |
| Międzynarodowe: Kategorie młodzieżowe |                |                |                |                |                |                |                |                |                |                |                |                |                |                |                |                |                |
| Mistrzostwa świata juniorów           |                | 14             | 7              | 2              | WD             |                |                |                |                |                |                |                |                |                |                |                |                |
| JCS Finał                             |                |                |                |                | 1              |                |                |                |                |                |                |                |                |                |                |                |                |
| JCS we Francji                        |                |                |                |                | 1              |                |                |                |                |                |                |                |                |                |                |                |                |
| JCS na Ukrainie                       |                |                |                |                | 1              |                |                |                |                |                |                |                |                |                |                |                |                |
| Grand Prix International St. Gervais  |                |                |                | 2 J            |                |                |                |                |                |                |                |                |                |                |                |                |                |
| Blue Swords                           |                | 4 J            |                | 2 J            |                |                |                |                |                |                |                |                |                |                |                |                |                |
| Krajowe                               |                |                |                |                |                |                |                |                |                |                |                |                |                |                |                |                |                |
| Mistrzostwa Stanów Zjednoczonych      | 1 N            | 5 J            | 1 J            | 6              | WD             | 3              | 2              | 1              | 2              | 2              | WD             | 2              | 7              |                |                |                |                |

## Nagrody i odznaczenia
- Amerykańska Galeria Sławy Łyżwiarstwa Figurowego – 2019[7]